# Есене
Е́сене (хорв. Jesenje) — община на севере Хорватии, в Крапинско-Загорской жупании. Община состоит из 5 деревень, крупнейшая из них — Горне-Есене, являющаяся центром общины. Население общины — 1551 человек, в Горне-Есене проживают 746 человек(2011). Подавляющее большинство населения — хорваты (99,7 %).
Община находится в холмистой местности в западной части хребта Иваншчица, в 5 км от границы со Словенией. В 5 км к юго-западу находится город Крапина, в 8 км к востоку — город Лепоглава. Через Горне-Есене проходит местная дорога Крапина — Горне-Есене — Бедня.
Приходская барочная церковь Иоанна Крестителя в Горне-Есене освящена в 1858 году